# مايكل فينلي
مايكل فينلي (بالإنجليزية: Michael Finley) مواليد 6 مارس 1973 في ملروز بارك، هو لاعب كرة سلة أمريكي سابق بدأ مسيرته الاحترافية في سنة 1995. اعتزل اللعب في 2010.

## فرق لعب لها
- فينيكس صنز
- دالاس مافيريكس
- سان أنطونيو سبرز
- بوسطن سيلتكس

## روابط خارجية
- مايكل فينلي على موقع IMDb (الإنجليزية)
- مايكل فينلي على موقع قاعدة بيانات الفيلم (الإنجليزية)
- مايكل فينلي على موقع الاتحاد الدولي لكرة السلة (الإنجليزية)
- مايكل فينلي على موقع إن بي أي (الإنجليزية)
- مايكل فينلي على موقع سبورتس رفرنس (الإنجليزية)
- مايكل فينلي على موقع كرة السلة الأوروبية.كوم (الإنجليزية)
- مايكل فينلي على موقع كلية كرة السلة في سبورتس رفرنس.كوم (الإنجليزية)
- مايكل فينلي على موقع ريلجم (الإنجليزية)
- مايكل فينلي على موقع بروبوليرز (الإنجليزية)